# بوخيس
كان بوخيس (أيضا كان ينطق باخ أوباخا) في الديانة المصرية القديمة تأليها لـكا الخاصة بإله الحرب منتو،  وكان مركز عبادته في منطقة أرمنت.
وقد تم اختيار الثور البري ليكون تجسيدا لبوخيس منتو، ومع مرور الوقت، أصبحت معايير اختيار الثور أكثر تحفظاً، فتم تحديد الصفات بشكل يتناسب مع الثيران في المنطقة التي كان يعبد فيها، بأن يكون الثور أبيض وبوجه أسود.
وعندما تموت هذه الثيران، أوأمهاتها، كان يتم تحنيطها، ووضعها في المقبرة الخاصة المعروفة باسم بوخيوم، واعتبرت أمهات هذه الثيران من تجليات حتحور، والدة هذه الآلهة.
وفي وقت لاحق، تم وضع بوخيس كشكل من أبيس، وبالتالي أصبح يعتبر تجسيدا لأوزوريس. وقد دُفن آخر ثور من ثيران بوخيس في بوخيوم أرمنت سنة 340 ميلاديا ، واستمرت عبادة الثور على هذه الصيغة حتى حوالي 362 ميلاديا، عندما تم القضاء على عبادته بسبب انتشار المسيحية في الإمبراطورية الرومانية.

## وصلات خارجية
- The last funerary stela of a Buchis bull
- British Museum page about Buchis